# 6965 Niyodogawa
6965 Niyodogawa è un asteroide della fascia principale. Scoperto nel 1990, presenta un'orbita caratterizzata da un semiasse maggiore pari a 2,4811366 UA e da un'eccentricità di 0,0110120, inclinata di 6,14004° rispetto all'eclittica.